# Jure Bogataj
Pour les articles homonymes, voir Bogataj.
Jure Bogataj (né le 26 avril 1985) est un sauteur à ski slovène actif entre 2002 et 2011.
Son principal succès est la médaille de bronze obtenue sur l'épreuve par équipe aux Championnats du monde 2005.

## Palmarès

### Championnats du monde
| Épreuve / Édition | Épreuve / Édition | Oberstdorf 2005 |
| Petit tremplin    | Petit tremplin    | 40e             |
| Grand tremplin    | Grand tremplin    | 28e             |
| Par équipes       | PT                | Bronze          |
| Par équipes       | GT                | 4e              |

### Championnats du monde junior
| Épreuve / Édition | Solleftea 2003 |
| Individuel        | 14e            |
| Par équipes       | Argent         |

### Coupe du monde
- Meilleur classement général : 39e en 2005.
- Meilleur résultat individuel : 12e.

#### Différents classements en Coupe du monde
| Année     | Classement général final |
| 2004-2005 | 39e                      |
| 2007-2008 | 63e                      |